# La Victoria, La Trinitaria
La Victoria är en ort i Mexiko.   Den ligger i kommunen La Trinitaria och delstaten Chiapas, i den sydöstra delen av landet, 900 km öster om huvudstaden Mexico City. La Victoria ligger 785 meter över havet och antalet invånare är 142.
Terrängen runt La Victoria är huvudsakligen kuperad, men den allra närmaste omgivningen är platt. Runt La Victoria är det ganska tätbefolkat, med 60 invånare per kvadratkilometer. Närmaste större samhälle är Amparo Aguatinta, 4,5 km nordost om La Victoria. I omgivningarna runt La Victoria växer i huvudsak städsegrön lövskog.